# Samatam Krouschnaya
Samatam Krouschnaya est un poète, historien, ayurvédiste et homme politique indien né à Yanaon (Pondichéry) vers 1875. Auteur de nombreux livres en télougou, il était pro-français loyal et a été tué pendant le Coup d'État de Yanaon, le 13 juin 1954.

## Biographie
En 1954, Maddimsetti Satianandam, alors maire de Yanaon, fuit la ville pour rejoindre le groupe de pro-fusion avec l'Union indienne. 
À 78 ans, Samatam Krouschnaya, médecin de profession, devint maire de Yanaon (par intérim) ; il était le seul dirigeant pro-français à combattre contre les dirigeants de pro-fusion.
On prétend qu'il a été tué par l'Armée indienne pendant l'occupation de Yanaon, mais les véritables causes et les vrais auteurs de sa mort sont encore un mystère.
Le jour du coup d'État de Yanaon, il a mené le seul combat pour la souveraineté française sur Yanaon contre la faction pro-fusion. 
Alors qu'il tentait de sauter d'un mur (à la maison de Pydikondala) et de se mettre à l'abri, Samatam Krouschnaya a été touché par des tirs au pistolet de Maddimchetty Satianandam et il s'est effondré. En mourant, il a crié « Vive la France ! ». La mort de Samatam est considérée par les Français comme le résultat d'une conspiration indienne.

## Patriote de France
Le gouvernement français l'a identifié comme un patriote de France et a fait ériger une statue en son honneur à Paris.[réf. souhaitée]

## Ses titres
- Membre du conseil municipal de Yanaon (1948-1954).
- Maire de Yanaon (ad interim) (1954)